# Tołoczno
Tołoczno (biał. Талочна, Tałoczna; ros. Толочно, Tołoczno) – wieś na Białorusi, w obwodzie brzeskim, w rejonie małoryckim, w sielsowiecie Chocisław.

## Historia
W dwudziestoleciu międzywojennym smolarnia leżąca w Polsce, w województwie poleskim, w powiecie brzeskim, w gminie Małoryta. W 1921 niezamieszkana, pojawia się jednak w Skorowidzu miejscowości Rzeczypospolitej Polskiej, jako istniejąca przed wojną. Znajdowało się tu także Błoto Tołoczno.
Po II wojnie światowej w granicach Związku Sowieckiego. Od 1991 w niepodległej Białorusi.